# Al'jans
Al'jans (in russo Альянс?) è un gruppo new wave e synth pop sovietico e dal 1991 russo.

## Storia
La musica non ha confini. Sono sempre stato interessato a provare cose nuove. Questo desiderio di nuove sensazioni, di nuove conoscenze, è ciò che mi ha guidato e mi ha fatto cambiare stile e direzione concettuale.»
(Igor' Žuravlëv)

### 1981-1984: Formazione
Il gruppo è stato formato nel 1981 su iniziativa di Sergej Volodin (chitarra), che in precedenza aveva suonato nel gruppo Zodiak. La formazione originale comprendeva anche: Igor' Žuravlëv (voce, chitarra), Andrej Tumanov (bassista ed ex-membro dei Rubinovaja Ataka) e Vladimir Rjabov (batteria). Il nome del gruppo, su suggerimento di Volodin, è stato determinato tra 12 opzioni diverse. La nascita della band avvenne in contemporanea con l'arrivo della new wave in Unione Sovietica. Gli Al'jans suonavano musica ska e reggae, nonché cover di canzoni di Debbie Harry, dei Police e dei B-52s.
Nel dicembre 1982, al festival rock Fiztech-1982 a Dolgoprudnyj, vicino a Mosca, gli Al'jans incontrarono l'ingegnere del suono Igor' Zamaraev e il direttore artistico della Filarmonica di Kostroma che offrirono ai ragazzi un ingaggio professionale. Un paio di settimane dopo, gli Al'jans, con Pavel Činjakov alla batteria al posto di Rjabov, partirono per Kostroma. Il gruppo andò in tournée con il nome di "Kudesniki" ("Maghi"), perché nel magazzino della Filarmonica erano rimasti inutilizzati i poster della band Kudesniki, scioltasi pochi mesi prima. Dopo i concerti nella città di Buj, una commissione venuta da Mosca interruppe il tour degli Al'jans "per mancanza di idee sul programma". La collaborazione con la Filarmonica continuò, ma la tournée prevista per la primavera del 1983 fu annullata a causa dell'assenza di Volodin, che aveva appena avuto una figlia.
Nello stesso 1983, su invito di Vladimir Rackevič (ex Rubinovaja Ataka), gli Al'jans fecero una registrazione di prova nel suo nuovo studio: il mini-album Kukla. L'album includeva le versioni originali dei successi (Kukla, Očered', Ja medlenno učilsja žit', My pešechody, Igruški, finale strumentale di Ja medlenno učilsja žit' su un tema di Sergej Volodin) che furono poi inclusi nell'album Ja medlenno učilsja žit' del 1984.
Nell'autunno del 1984, il gruppo fu inserito nella "lista nera" delle band a cui era vietata l'attività dal vivo. Gli Al'jans quindi si sciolsero.

### 1986-1988: la rinascita e il successo
Nell'autunno del 1986, il gruppo si presentò al Forum dei giovani creativi nel caffè Metelica, dopodiché si sono uniti al Moskovskaja rok-laboratorija. La nuova formazione comprendeva: Igor' Žuravlëv (voce, chitarra), Oleg Parastaev (tastiere), Andrej Tumanov (basso) e Konstantin Gavrilov (tastiere, programmazione). Grazie a Parastaev, la band ottenne dei nuovi strumenti.
Nel febbraio 1987, gli Al'jans vinsero il primo Festival' nadežd, dove si esibirono con Na zare, Dajte ognja e Fal'start. Il gruppo partecipò al Rok-panorama-87 e iniziò a esibirsi in concerti negli stadi organizzati prima dall'etichetta Rekord, poi da Stas Namin. Nel febbraio 1988 il gruppo fu invitato dalla Libera Gioventù Tedesca a esibirsi con gli Uriah Heep a Berlino Est.
Nel settembre 1988, Žuravlëv decise di cambiare il sound del gruppo verso la musica rock. Parastaev, che intendeva continuare a lavorare nello spirito della new wave, si oppose e lasciò il gruppo, realizzando il proprio progetto Novaja russkaja gruppa (NRG).

### 1989-2017
L'ex batterista dei Muzyka Jurij "Chėn" Kistenev si unì al gruppo e gli Al'jans divennero una band rock a tutti gli effetti. Un anno dopo, Andrej Tumanov lasciò il gruppo e Sergej "Grebstel' " Kalačëv (ex - Vstreča Na Ėl'be) prese il posto del bassista. Nel 1990, il gruppo si esibì allo stadio Stadio Lužniki insieme ai Kino, Ljubė, Tvoj Den', Joanna Stingray e i Biokonstruktor.
Dopo essersi esibito a Copenaghen, Žuravlëv si accorse che vi erano molte band new wave in Europa e decise di cercare un nuovo sound. Su suggerimento di Zamaraev, nel 1990, la cantante Inna Želannaja si unì al gruppo: insieme realizzarono diversi concerti e registrarono l'album Sdelano v Belom. All'epoca, gli Al'jans erano formati da Žuravlëv, Maksim Trefan (tastierista dei Vežlivyj otkaz), Jurij "Chėn" Kistenev (batteria), Konstantin "Kastello" Baranov (chitarrista ed ex membro dei Nikolaj Kopernik), Sergej "Grebstel'" Kalačëv (basso) e Vladimir "Miss" Missarževskij (percussioni ed ex Vstreča Na Ėl'be). Oltre a loro, due suonatori di antichi strumenti popolari, Sergej Starostin e Sergej Klevenskij, presero parte al processo creativo. Nel settembre 1990, il gruppo partecipò alla campagna ambientalista Rok čistoj vody.
Nel 1992, Želannaja lasciò le esibizioni dal vivo a seguito della nascita del figlio e Kistenev entrò nel gruppo Moral'nyj kodeks. Alcuni musicisti formarono il gruppo Miss, in cui Missarževskij era cantante, paroliere e compositore. Il gruppo suonava musica sperimentale (un misto di chitarra rock e hard funk con elementi rap) e tutte le canzoni erano in inglese. I Miss debuttarono nell'ottobre 1992 al Palazzo della Cultura di Gorbunov a Mosca. Nel 1993, il gruppo parctecipò alla trasmissione televisiva Programma A e incise l'unico album It's Up To You per la Moroz Records.
Nel 1993, Sdelano v Belom venne nominato al MIDEM-93 in Francia come il miglior disco "world music". Gli Al'jans si erano formalmente sciolti ma si riformarono per un tour in Europa.
Nel gennaio 1994, venne formato il gruppo Farlanders, guidato da Inna Želannaja e che comprendeva Kistenev, Kalačëv, Starostin e Klevenskij.
Sergej Volodin e Andrej Tumanov avevano creato un loro progetto nel 1990 ma nel 1994 provarono a ricreare gli Al'jans. A loro si unì Evgenij Korotkov della Brigada S come tastierista, e nel 1996 si unì il batterista Dmitrij Frolov, diplomato alla Gnessin. La nuova "Al'jans" avrebbe dovuto suonare la big beat nello stile degli anni sessanta, ma il progetto venne abbandonato.
Nel 2000, Igor' Žuravlëv partecipò al progetto di Katja Bočarova ĖR-200 con nuove canzoni. Nello stesso anno, su invito di Grebstel', Žuravlëv divenne membro dei Farlanders (in Russia, il gruppo si esibì per qualche tempo sotto il nome di Al'jans) ma il gruppo si sciolse nel 2006.
Dal 2008, gli Al'jans iniziarono a tenere concerti nei club di Mosca, con formazioni diverse ma con la presenza costante di Žuravlëv e Tumanov. Nel 2016, Žuravlëv e Tumanov presero parte alle riprese del documentario indipendente Geroi sovetskogo n'ju-vejva.

### Ritorno di popolarità

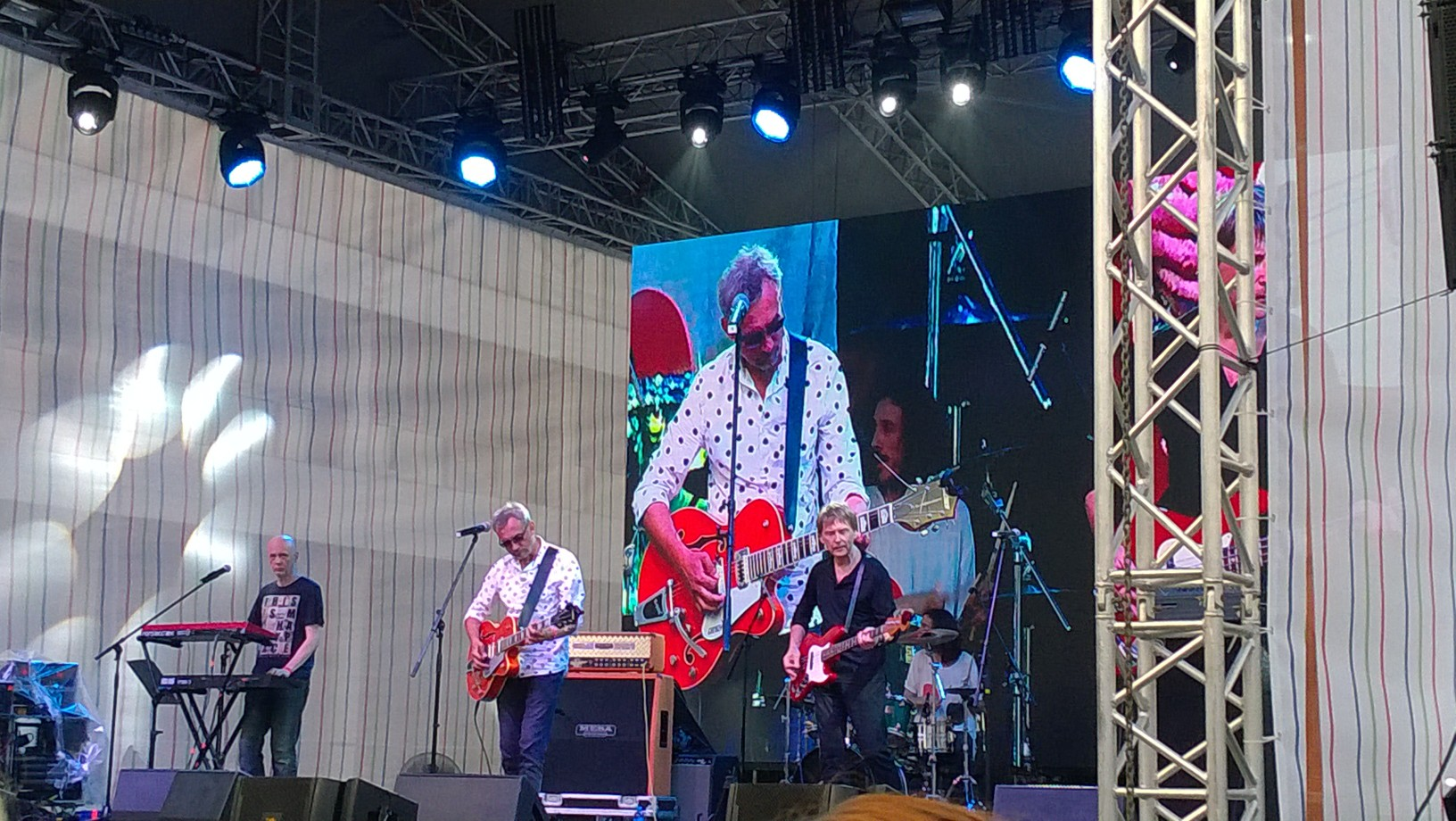
Gli Al'jans al festival Ostrov 91.

Nel 2018, l'ex tastierista della band Oleg Parastaev ha creato un canale YouTube, dove nell'aprile 2019 ha pubblicato una versione di Na zare registrata nel 1987 che successivamente è diventata virale. Nello stesso mese, è stato pubblicato l'album Hoču letat'!, il primo della band dopo 25 anni. Tutte le canzoni sono state scritte da Oleg Parastaev, mentre Igor' Žuravlëv è stato il produttore. Dopo l'uscita dell'album, i percorsi creativi di Parastaev e Žuravlëv si sono nuovamente divisi.
Nella primavera del 2019, gli Al'jans si sono esibiti al festival Dikaja Mint e a luglio al Našestvii. Nello stesso anno, il tastierista e secondo vocalist German Štrom si è unito alla band.
Il 14 febbraio 2020 il gruppo ha pubblicato l'album Kosmičeskie sny, la cui uscita è stata preceduta dal singolo omonimo.
Il 20 giugno 2020 Oleg Parastaev è morto all'età di 61 anni.
Il 1 novembre 2020, il gruppo ha tenuto un concerto per i 60 anni di Žuravlëv presso il club 16 tonn; tra gli ospiti vi erano Inna Želannaja, Sergej Kalačëv, Najk Borzov, Sergej Mazaev, Maksim Trefan (Vežlivyj otkaz e Korrozija Metalla), Dar'ja Derjugina e Arina Andreeva (Komsomol'sk), Roman Rjabcev (Technologija). Il 15 aprile 2021, gli Al'jans hanno celebrato il 40º anniversario con un concerto alla Casa della Musica di Mosca con la partecipazione di Inna Želannaja, Valerij Sjutkin, Oleg Nesterov e Sergej Starostin.
Nel 2021 il gruppo si è esibito regolarmente dal vivo nelle stazioni radio e il 14 agosto dello stesso anno è stato pubblicato il nuovo singolo Prosto Igraj.

## Formazione
- Igor' Žuravlëv - chitarra solista, voce, autore (1981-1984, 1986-1992, 1993, dal 2008)
- Andrej Tumanov - basso, cori, coautore (1981-1984, 1986-1989, 2008-2009, dal 2010)
- Dmitrij Žuravlëv - batteria (dal 2010)
- German Štrom - voce e tastiere (dal 2019)
- Seva Žuravlëv - cori

### Ex membri
- Oleg Parastaev (morto il 20 giugno 2020) - tastiere, drum machine, autore, idee musicali (1986-1988) (presente in studio nel 2017-2020)
- Sergej Volodin (morto il 9 febbraio 2017) - chitarra (1981-1984, 1988-1989)
- Vladimir Rjabov - batteria (1981)
- Georgij Rjabcev - batteria (1981)
- Pavel' Činjakov - batteria (1982-1984)
- Ivan Kalinin - tastiere (1982-1984)
- Aleksej Suljaev - batteria, tecnico del suono (1982-1984)
- Konstantin Gavrilov - tastiere, voce (1986-1991)
- Evgenij Osin - (morto il 17 novembre 2018) - batteria (1986-1987)
- Jurij Kistenev - batteria (1988-1992, 1993)
- Inna Želannaja - voce (1990-1992, 1993)
- Konstantin Baranov - chitarra (1990-1992, 1993)
- Vladimir Missarževskij - percussioni (1990-1992, 1993)
- Maksim Trefan - tastiere (1990-1992, 1993)
- Aleksandr Vetčov - batteria (2008-2010)
- Sergej Kalačëv - basso (1989-1992, 1993, 2018-2019 - solo occasionalmente in studio)
- Sergej Arut'junov - tastiere, voce (2019)

## Discografia

### In studio
- 1982 - Al'jans-82
- 1983 - Al'jans-83/Kukla
- 1984 - Al'jans-84/ Ja medlenno učilsja žit'
- 1987 - Al'jans-87 / Dajte ognja
- 1992 - Sdelano v belom (Al'jans III)
- 1996 - Zvuki na zare
- 2019 - Hoču letat'!
- 2020 - Kosmičeskie sny

### Singoli
- 2001 - Na zare
- 2018 - Na zare

### Altro
- 1983 - Al'jans+Poslednij šans, koncertnye zapisi s gastrolej ot Kostromskoj filarmonii
- 1987 - Koncert s gruppoj „Udaff“
- 1988 - Rok-panorama-87
- 1989 - First Music Festival In Moscow
- 1990 - NRG — Al'jans
- 1991 - Gruppa Al'jans
- 1991 - Hit-parad „Galaktika“ I — Rok
- 1992 - Rok čistoj vody
- 1992 - Mari Boine Med Band Allians — Møte I Moskva